# KSR王座
KSR王座（ケー・エス・アールおうざ）は、PURE-J女子プロレスが管理、KSR（カンサイ・サバイバル・レボリューション）が認定している王座。

## 歴史
2024年1月7日、コマンド・ボリショイが関西を盛り上げるために関西限定でタイトルマッチが行われる王座として創設。4月7日、PURE-J女子プロレス生野区民センター大会で行われた初代王座決定トーナメントに優勝した谷ももが初代王者になった。

## 歴代王者
| 歴代  | 選手                 | 戴冠回数 | 防衛回数 | 獲得日付      | 獲得場所 （対戦相手・その他） |
| ----- | -------------------- | -------- | -------- | ------------- | ----------------------------- |
| 初代  | 谷もも               | 1        | 3        | 2024年4月7日  | 生野区民センター スーパーW    |
| 第2代 | フライング・ペンギン | 1        |          | 2025年1月19日 | 淀川区民センター              |